# Международный полярный год (2007—2008)
Международный полярный год 2007—2008 (англ. International Polar Year 2007-2008), или четвёртый международный полярный год, проходил с 1 марта 2007 года по 1 марта 2008 года. В его рамках проводилась работа по более чем 800 различным проектам. Как и предыдущие подобные проекты, он был призван объединить международные усилия в исследовании арктического и антарктического полярных регионов.
Спонсорами события стали Международный совет по науке и Всемирная метеорологическая организация.

## Предыстория
Идею Международного полярного года предложил Карл Вайпрехт в 1875 году. В результате в 1882 году был организован первый МПГ, который, как и предполагал Вайпрехт, не мог решить все поставленные перед ним задачи. За первым МПГ последовал второй, который проходил в 1932—1933 годах, и третий, который проходил в 1957—1958 годах в рамках Международного геофизического года. Организацию четвёртого МПГ предложили в начале 2003 года независимо друг от друга Международный совет по науке и Всемирная метеорологическая организация. Причиной этому послужила возросшая потребность в исследованиях полярных областей, связанная с изменением климата и развитием промышленной инфраструктуры в арктическом шельфе, изменение социального положения северных народов.
В феврале 2003 года для исследования возможностей и формулировки задач была организована группа планирования, а уже в мае того же года, на XIV Всемирном метеорологическом конгрессе, были одобрены сроки проведения. В Кембридже было создано международное программное бюро МПГ. В Санкт-Петербурге работал его подотдел.

## Цели и намерения
Группой планирования были выработаны следующие цели МПГ:
- определение современного состояния окружающей среды в полярных регионах, оценка изменений;
- определение состояния народонаселения в полярных регионах в прошлом, прогноз будущих изменений;
- улучшение связей полярных регионов с остальной частью планеты, в частности улучшение понимания подобных связей и взаимодействий;
- изучение культурных, исторических и социальных процессов, влияющих на устойчивость жизни малых северных народов;
- проведение современных научных исследований;
- создание в полярных регионах обсерваторий по изучению процессов, происходящих внутри Земли, на Солнце и в космосе.

Объединённый комитет занимался отбором заявлений о намерениях участвовать в МПГ, которые содержали предложения научных исследований в рамках заявленных целей. Объединённый комитет состоял из 19 экспертов: по одному от международных организаций (ВМО, МСНС, Межправительственной океанографической комиссии, Международного арктического научного комитета и Научного комитета по антарктическим исследованиям) и 14 ведущих специалистов в области. Из более тысячи предложений объединённый комитет одобрил 218 кластерных, или основных, проектов (166 научных и 52 образовательных), которые были объявлены в апреле 2006 года. Проекты охватывают наблюдения атмосферы, океана, литосферы, криосферы, биосферы, то есть все оболочки Земли, а также околоземное космическое пространство.
Арктические исследования в настоящее время приобретают большое геополитическое значение.

## Российские программы

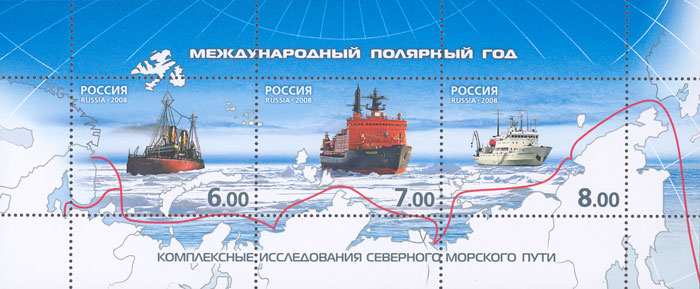
Российские марки, посвящённые Международному полярному году

Российская академия наук работала в рамках МПГ по двум программам:
- полярные исследования различных направлений (под руководством академика Н. П. Лаверова);
- картографические проекты.

Во время МПГ были восстановлены некоторые российские полярные станции, созданные во время Международного геофизического года и закрытый впоследствии, были проведены крупные морские экспедиции. Росгидромет, совместно с отделением наук о Земле РАН, провёл анализ рельефа морского дна в Арктике. Построение климатических моделей выявило увеличение снежного покрова в арктической зоне и вместе с тем сокращение продолжительности холодного сезона, что может привести к паводкам и наводнениям. Процессы похолодания и потепления происходят гораздо более резко в Арктике по сравнению со средними широтами. Несмотря на малые изменения в многолетнем слое вечной мерзлоты, площадь прибрежной арктической территории Росси уменьшается на 10-12 км² ежегодно. В частности, исчезла Земля Санникова. Проект бурения скважины в озере Восток, который осуществляется совместно с французскими учёными, получил всемирное значение.
Российские учёные, работающие в Антарктике, обнаружили почвы возрастом несколько миллионов лет. Кроме того, был зафиксирован прирост массы льда в регионе, что особенно важно в связи с повышением уровня Мирового океана.
Помимо полярных регионов, российские учёные проводили исследования на Эльбрусе, где была пробурена скважина и получен керн, состоящий из 200 метров льда. Результаты показали, что последнее извержение Эльбруса произошло 400—500 лет назад.
Планируется выпуск 7-томного издания, посвящённого российским результатам работы в рамках Международного полярного года, разработка рекомендаций по проведению дальнейших полярных исследований. Ведутся работы по проблеме хранения и обмена научными данными.

## Результаты
В июне 2010 года в Осло проходила конференция посвящённая результатам МПГ, в которой приняло участие более 4000 человек. Россия выступила инициатором проведения Международного полярного десятилетия, которое началось в 2012 году.